# Phil Walker
Phillip B. "Phil" Walker (Filadelfia, Pensilvania, 20 de marzo de 1956) es un exjugador de baloncesto estadounidense que jugó una temporada en la NBA y dos más en la CBA. Con 1,90 metros de estatura, lo hacía en la posición de escolta.

## Trayectoria deportiva

### Universidad
Jugó durante cuatro temporadas con los Marauders de la Universidad de Millersville de la División II de la NCAA, en las que promedió 22,8 puntos, 8,0 rebotes y 3,7 asistencias por partido. Es el máximo anotador en la historia de su universidad, con 2.261 puntos, que son la cuarta mejor marca en la historia de su conferencia, anotando 40 puntos o más en seis ocasiones, incluidos un tope de 42 conseguidos ante F&M y Bloomsburg respectivamente. En sus cuatro temporadas fue incluido en el mejor quinteto de la Pennsylvania State Athletic Conference, y el último año fue también elegido en el primer equipo All-American de la NAIA.

### Profesional
Fue elegido en la trigésimo novena posición del Draft de la NBA de 1977 por Washington Bullets, donde en su única temporada fue uno de los hombres menos utilizados del banquillo, jugando apenas 10 minutos por partido, y promediando 4,5 puntos y 1,3 rebotes, pero como contrapartida se proclamó campeón de la NBA tras derrotar en las Finales a Seattle Supersonics.
Al año siguiente fue traspasado a San Diego Clippers a cambio de futuras consideraciones, pero fue cortado antes del comienzo de la temporada 1978-79. Tras verse sin equipo en la NBA, se fue a jugar a los Lancaster Red Roses de la CBA, y al año siguiente a los Lehigh Valley Jets, donde puso punto final a su carrera deportiva.

## Estadísticas de su carrera en la NBA

### Temporada regular
| Temporada | Edad | Equipo             | Liga | P  | TIT | MIN | TC  | TCA | %TC  | 3P | 3PA | %3P | TL  | TLA | %TL  | R.OF. | R.DEF. | REB | ASIS | ROB | TAP | PER | FP  | PTS |
| 1977-78   | 21   | Washington Bullets | NBA  | 40 |     | 9.6 | 1.4 | 4.0 | .354 |    |     |     | 1.6 | 2.4 | .667 | 0.5   | 0.8    | 1.3 | 1.4  | 0.4 | 0.1 | 1.6 | 1.0 | 4.5 |
| Total     |      |                    | NBA  | 40 |     | 9.6 | 1.4 | 4.0 | .354 |    |     |     | 1.6 | 2.4 | .667 | 0.5   | 0.8    | 1.3 | 1.4  | 0.4 | 0.1 | 1.6 | 1.0 | 4.5 |

### Playoffs
| Temporada | Edad | Equipo             | Liga | P | MIN | TCA | TC | 3PA | 3P | TLA | TL | R.OF. | REB | ASIS | ROB | TAP | PER | FP | PTS | %TC  | %3P | %FT  | MIN | PTS | REB | AST |
| 1977-78   | 21   | Washington Bullets | NBA  | 4 | 17  | 1   | 8  |     |    | 4   | 5  | 1     | 2   | 2    | 0   | 0   | 3   | 5  | 6   | .125 |     | .800 | 4.3 | 1.5 | 0.5 | 0.5 |
| Total     |      |                    | NBA  | 4 | 17  | 1   | 8  |     |    | 4   | 5  | 1     | 2   | 2    | 0   | 0   | 3   | 5  | 6   | .125 |     | .800 | 4.3 | 1.5 | 0.5 | 0.5 |